# Вэркы-Пюрмалькы
Вэркы-Пюрмалькы (устар. Мэрхы-Пюрмай-Кы) — река в России, протекает по территории Ямало-Ненецкого автономного округа. Устье реки находится в 25 км по левому берегу реки Пюрмалькы. Длина реки составляет 30 км.

## Данные водного реестра
По данным государственного водного реестра России относится к Нижнеобскому бассейновому округу, водохозяйственный участок реки — Таз. Речной бассейн реки — Таз.
Код объекта в государственном водном реестре — 15050000112115300064676.